# Adam Asnyk
Adam Asnyk (Kalisch, 11 september 1838 - Krakau, 2 augustus 1897) was een Pools dichter en toneelschrijver uit de periode van het  positivisme in Polen. Hij werd geboren in Kalisz in een familie van de Poolse szlachta. Hij was opgeleid om een erfgename te worden van de familiale bezittingen. Hij kreeg een opleiding aan het Instituut voor Landbouw en Bosbouw in de Warschause buurt Marymont. Hierna volgde hij een medische opleiding in Warschau zelf. Vervolgens ging hij naar het buitenland voor studies, zoals in Wroclaw (destijds nog Pruisen), Parijs en Heidelberg. In 1862 keerde hij terug naar Congres-Polen. Hij nam ook deel als vrijheidsvechter tijdens de Januariopstand tegen de Russische bezetting van Polen tijdens de Poolse Delingen. Hierdoor moest hij het land ontvluchten en trok naar Heidelberg, waar hij in 1866 een doctoraat in de filosofie behaalde. Kort daarna trok hij weer naar Polen, waar hij zich vestigde in het door Oostenrijk ingelijfde deel van Polen, aanvankelijk in het (huidige Oekraïense Lviv en vervolgens in Krakau). 
In 1875 trouwde Asnyk met Zofia Kaczorowska. Rond die tijd startte hij ook zijn carrière als journalist. Na verloop van tijd werd hij redacteur van de dagelijkse krant Reforma. In 1884 werd hij gekozen als lid van het stadsbestuur van Krakau. Hij stierf ook in deze stad, op 2 augustus 1897. Hij werd begraven in de Michaël-en-Stanislauskerk, wat een begraafplaats was voor zeer prominente Polen in die tijd, vooral voor mensen die van de stad Krakau zelf waren.
- Bibsys: 1707990464803
- Bibliothèque nationale de France: cb12780623m (data)
- CiNii: DA17476027
- Gemeinsame Normdatei: 119039168
- International Standard Name Identifier: 0000 0000 7975 8738
- Library of Congress Control Number: n92022072
- MusicBrainz: 5b670a62-460b-409a-ba33-ca33c8001878
- Nationale Bibliotheek van Tsjechië: jn20000600461
- Nationale bibliotheek van Australië: 35889561
- Nationale Bibliotheek van Israël: 987007257946505171
- Nationale Bibliotheek van Polen: a0000001178123
- Nederlandse Thesaurus van Auteursnamen: 070243050
- Réseau des bibliothèques de Suisse occidentale: 02-A002942977
- Système universitaire de documentation: 05626075X
- Trove: 1133109
- Virtual International Authority File: 56736483
- WorldCat: E39PBJxWVJThptFqPPfxHw7yh3